# جان فان دن بوش
جان فان دن بوش مواليد 1898 - وفيات 1985، كان دراج بلجيكي. سبق أن شارك في دورة الألعاب الأولمبية الصيفية وفاز بميدالية أولمبية فضية وأخرى برونزية.

## الميداليات
| الميدالية | المسابقة                       |
| --------- | ------------------------------ |
| فضية      | الألعاب الأولمبية الصيفية 1924 |
| برونزية   | الألعاب الأولمبية الصيفية 1924 |

## روابط خارجية
- جان فان دن بوش على موقع أرشيف الدراجات (الإنجليزية)
- جان فان دن بوش على موقع إحصائيات الدراجات الإحترافية (الإنجليزية)
- جان فان دن بوش على موقع أوليمبيديا (الإنجليزية)